# Тенистовский сельский совет
Тени́стовский се́льский сове́т  (укр. Тінистівська сільська рада , крымскотат. Qalımtay köy şurası, Къалымтай кой шурасы) — административно-территориальная единица в Бахчисарайском районе в составе АР Крым Украины (фактически до 2014 года; ранее до 1991 года — в составе Крымской области УССР в СССР, до 1954 года — в составе Крымской области РСФСР в СССР).
Согласно доступным источникам, в начале 1920-х годов был образован Калымтайский сельсовет (видимо, постановлением Крымревкома от 8 января 1921 года № 206 «Об изменении административных границ») и на момент всесоюзной переписи населения 1926 года включал одно село Калымтай с населением 694 человека.
Указом Президиума Верховного Совета РСФСР от 21 августа 1945 года Калымтайский сельсовет переименовали в Тенистовский.
С 25 июня 1946 года сельсовет — в составе Крымской области РСФСР, а 26 апреля 1954 года Крымская область была передана из состава РСФСР в состав УССР. Время укрупнения сельсовета пока точно не установлено: на 15 июня 1960 года в его состав входили сёла:

| - Вишнёвое - Комсомольское - Красная Заря | - Некрасовка - Орловка - Осипенко | - Полюшко - Суворово - Тенистое |

15 февраля 1965 года сёла Вишнёвое, Орловка, Осипенко и Полюшко были переданы в состав Севастопольского горсовета.
На 1968 год сельсовет уже включал 5 сёл. С 12 февраля 1991 года совет в восстановленной Крымской АССР, 26 февраля 1992 года переименованной в Автономную Республику Крым.
К 2014 году в состав сельсовета входило 5 сёл:
- Айвовое
- Красная Заря
- Некрасовка
- Суворово
- Тенистое

С 2014 года на месте сельсовета находится Тенистовское сельское поселение.